# George W. Romney
George Wilcken Romney (Nuevo Casas Grandes (Chihuahua), 8 juli 1907 - Bloomfield Hills (Michigan), 26 juli 1995) was een Amerikaans ondernemer en politicus van de Republikeinse Partij. Zijn ouders Gaskell Romney (1871–1955) en Anna Amelia Pratt (1876-1926) waren Amerikaanse burgers (Utah) die in 1895 waren gehuwd en leefden in een mormonenkolonie in Mexico. Hij is de vader van Mitt Romney, in 2008 en 2012 kandidaat voor het presidentschap van de Verenigde Staten.

## Mormonen
De familie ging buiten de VS wonen omwille van het polygame leven dat de mormonen leidden. De voorouders van Romney hadden bovendien een vooraanstaande rol in het gemeenschap van de mormonen, terwijl zijn ouders echter monogaam leefden. Vader Gaskall Romney was er timmerman in de bouwsector. Omwille van de Mexicaanse Revolutie werd hun situatie vanaf 1910 onhoudbaar met het gevolg dat de familie Romney in 1912 terugkeerde naar de Verenigde Staten. Daarna volgden moeilijke jaren en werd er meermaals verhuisd. Reeds als 12-jarige ging George Romney werken ter ondersteuning van het gezin terwijl hij ook verder school liep, daar leerde hij ook zijn toekomstige echtgenote Lenore LaFount (1908-1998) kennen. Met wie hij in 1931 huwde en de moeder werd van vier kinderen, onder wie Mitt Romney.
Vanaf 1926 vertrok hij voor 2 jaar naar achtereenvolgens Glasgow, Edinburgh en Londen voor het missiewerk van de mormonengemeenschap. Terug in Amerika ging hij verder studeren, maar hij was vooral een autodidact.

## Presidentskandidaat
Romney ging vanaf 1930 in dienst bij Alcoa om vanaf 1939 verschillende functies waar te nemen in de auto-industrie. Daar werd hij president van de American Motors Corporation, in die tijd de vierde producent in Amerika. In 1962 stelde hij zich kandaat voor het gouverneurschap van de staat Michigan, waar hij het opnam tegen de democraat en zittende gouverneur John Swainson. Hij won de verkiezing en doorbrak daarmee een regeerperiode van de democraten van 14 jaar. In 1964 en 1966 werd hij telkens herkozen.
In 1968 stelde hij zich kandidaat voor het Amerikaanse presidentschap maar verloor de nominatie ten nadele van Richard Nixon. Romney was even in de running voor het vicepresidentschap maar verloor van Spiro Agnew. Nadien gaf hij steun aan de campagne van Nixon, die de verkiezingen won. Romney werd vervolgens minister van huisvesting en urbanisatie gedurende de eerste ambtsperiode van Nixon. Na zijn politieke loopbaan was hij nog twee decennia actief binnen de mormonengemeenschap.

## Echtgenote
In 1970 stelde zijn echtgenote Lenore Emily LaFount zich kandidaat voor de senaat als vertegenwoordigster voor de staat Michigan. Ze behaalde 32,9% van de stemmen en verloor van de democraat Philip Hart die 66,8% behaalde. Zelf was zij de dochter van Harold Arudal LaFount (1880-1952) en Alma Luella Robison (1882-1938). Beiden hadden Engelse roots, vader Harold was in Birmingham geboren.
- Gemeinsame Normdatei: 1195665822
- International Standard Name Identifier: 0000 0000 2186 540X
- Library of Congress Control Number: n50048290
- National Archives and Records Administration: 10583147
- Nederlandse Thesaurus van Auteursnamen: 303213663
- SNAC: w6db8bjb
- Virtual International Authority File: 72638460
- WorldCat: E39PBJcKMmT97QtJr48CWtBF8C